# Реља Миланковић
Реља Миланковић (Београд, 6. август 1982), познатији као Demian, Рексона, српски је хип хоп музичар, продуцент, MC и глумац. Музиком је почео да се бави са 14 година, када је постао члан хип хоп дуа Црни протокол. Сa Иваном Јовићем Икцем је основао састав V.I.P. 2000. године, а у то време је започео сарадњу са Вањом Улепићем Онејом, са којим је 2000. године основао  Bassivity Music, прву хип хоп издавачку кућу у Србији и на Балкану. Први албум групе V.I.P, а уједно и прво издање Басивитија, објављен је 2002. године под називом Екипа стигла. Исте године Реља се заједно са Икцем појавио у филму 1 на 1 који говори о животу локалних младића блоковима Новог Београда. У наредном периоду је Рексона започео сарадњу са  Цобијем, са којим је неколико година живео и радио на релацији Београд—Њујорк, радивши и за српске музичаре и за америчке извођаче у америчком огранку Басивитија. 2010 године је V.I.P. Објавио свој други албум Жива истина,  а Рексона је реформисао Bassivity Music у Bassivity Digital, као први комплетно дигиталну издавачку кућу на Балкану која је касније под његовим водством прерасла у Bassivity Group Архивирано на веб-сајту  (22. фебруар 2024) компанију која обухвата више делатности из сектора музичке продукције, издаваштва, заступања талената и још много тога.
По повратку у Србију, Рексона је наставио са радом у Басивитију, те је 2012. године започета манифестација Bassivity Digital Showcase којом су промовисани како нови, тако и афирмисани музичари који стварају у оквиру ове продукцијске куће. Рексона је, заједно са осталим музичарима из Басивитија и са колегама из продуцентских кућа Blackout и FM Jam из Хрватске и Босне и Хeрцeговине, током 2014. године учествовао у снимању документарног филма Стани на пут, који говори о историји хип хопа на подручју ове три државе.
Идуће, 2015. је објавио албум Тотална контрола заједно са Струком. Уследили су наступи и промоција албума, као и концерти на великим фестивалима, укључујући и Sea Dance и Егзит, а на потоњем је 2019. године наступало преко 70 музичара Басивитија у оквиру такозваног Exit gang-а. Исте године одржан је и Bassivity Digital Showcase у Дому Омладине Београда априла 2019, за који је снимљен и сајфер на коме се, поред Рексоне, појављују Арафат, Цоби, Кукус клан, Фокс и Surreal.

## Биографија

### 1998—2000: Музички почеци и оснивање V.I.P.-а
Реља Миланковић је рођен 6. августа 1982. године у Београду. Одрастао је у различитим четвртима, селећи се често због развода родитеља и раног губитка мајке. Напустио је школу са 16 година и почео да ради као инжењер звука у студијима за снимање. У том периоду Реља је био члан хип хоп дуа Црни протокол који је, заједно са групама као што су Пун месец и Герила, обележио почетак новог таласа у српском хип хопу крајем 90-их. Прва песма коју је објавио била је Предсказање коју је Црни протокол издао почетком 1998. године.
У том периоду је упознао Ивана Јовића Икца, а заједно са њим и Ђусом је покренуо састав V.I.P., који се сматра једном од најрелевантнијих и најутицајнијих реп група у Србији. Прва њихова песма била је Ко ће то да плати коју су објавили 1998. године, а након што је иста забележила велики успех и радијску промоцију, наставили су са избацивањем синглова, између осталог су објавили и песму Атлантида која се нашла на компилацији Тилт. Крајем 1999. године Реља је био домаћин радио емисије Екипа стигла на београдској радио станици Б92, као и водитељ радио емисије под називом Ритам срца.

### 2001—2006:Басивитии први албум
Група V.I.P. је формално почела да постоји као дуо Рексона—Икац током 2000. године, када су започели рад на свом првом албуму и када су се упознали са Онејом, који је покренуо идеју о оснивању Басивитија. Први пројекти су почели да се раде у јуну 2001, када је Басивити био само продукцијска кућа и студио у коме су снимане песме. Рексона је, заједно са још неколико музичара, доста времена проводио у студију, па је тако 21. септембра 2001. године Bassivity Music постао званична издавачка кућа, а у њеном оснивању учествовао је и Рексона. Иза издавачке куће стајала је адвертајзинг агенција Soul Flower, која се бавила маркетингом и видео продукцијом, а чији је власник био Рексонин брат, Марко Миланковић.
Први албум који је V.I.P. објавио био је Екипа стигла, који је уједно био и прво издање новоосноване дискографске куће. Реља је био први српски МЦ који је користио шеме мулти рима, а његов утицај је видљив у многим песмама данашњих извођача. Реља и Икац су у том периоду учествовали у снимању филма 1 на 1 који говори о животу локалних младића блоковима Новог Београда. Филм, који је написао Срђан Анђелић, а режирао Младен Матичевић, изашао је 2002. године и Реља је у њему тумачио лик Ћимета. Филм је доживео велики успех, како у Србији, тако и у региону.
У том периоду (2002—2006) Реља је радио као скаут, менаџер и продуцент на дебитантским албумима неких од најутицајнијих извођача у историји балканског хип хопа, попут Марчела, Струке, Шортија, ТХЦФ-а и многих других.
Реља је 2006. године наступао у Београдској арени заједно са америчким репером 50 Cent, коме је поново три године касније био предгрупа у Хали Пионир. Поред тога, заједно са Икцем је наступао као предгрупа и другим хип хоп музичарима, попут Гуруа, Das Efx и Public Enemy. Исте године V.I.P. је заједно са Сином издао микстејп под називом Ране. Издат за Маском, овај микстејп садржи 25 песама на којима се појављују бројни гости, укључујући Струку, Даду, ТХЦФ и друге. Рексона је копродуцирао албум У име игре који је Луд објавио 2006. године, а такође је и гостовао на неколико песама. Реља и Икац су, уз музичаре, сарађивали и са неколико познатих брендова као што су Reebok, Pony, Puma, Evolution, Adidas, Belair, New Era, Sony и други, за које су креирали музику за различите рекламне кампање.
Седиште Басивитија се у том периоду пребацило на Сједињене Државе, где се Онеја преселио ради наставка школовања и где је основао њујоршки огранак. Рексона је радио у Београду, али је често посећивао и њујоршки студио, у коме је тада радила и Џенет Сјуел Алепик, Онејина супруга и вишеструка добитница Греми награде за најбољу продукцију. У Њујорку је снимио и спот за песму Знам да могу.

### 2007—2010: Сарадња са Цобијем иЖива истина
Током 2007. године Рексона се упознао са Цобијем, који је у то време живео и радио у Нишу. Након што је чуо битове које је Цоби правио, Рексона је Цобију понудио да се пресели у Београд и да почне да ради за Басивити. Њих двојица су још неколико година наставили да раде на релацији Београд—Њујорк, да би се 2010. године вратили у Србију.
Рексона је у међувремену, током 2009. објавио микстејп под називом У гостима. На њему се налази 24 песама, а као гости се појављује већи број музичара, међу којима и Онеја, Скај Виклер, Дада, Дрипац, Голди, ТХЦФ, One Shot (Rolex, Mali Mire, Zli Toni), B Crew и други.
Захваљујући све већој присутности интернета и притиску фанова, група V.I.P. је одлучила да 2010. године изда свој други албум. Тај албум, објављен под називом Жива истина и издат за Басивити и Маском, представља повратак Басивитија на српску сцену. Десет година након оснивања Bassivity Music-а, издавачка кућа је фебруара 2010. променила име у Bassivity Digital и, на челу са Рeљом Миланковићем, одлучила да се врати српским извођачима, па је почела са промоцијом и повезивањем афирмисаних и демо извођача из региона, продајом и download-ом музике, отворила интернет радио станицу оригиналног ауторског програма, као и мулти блог са најсвежијим информацијама о свим аспектима урбане културе.

### 2011—2015: РадБасивитијаиТотална контрола
Рад у свету филма је настављен, па су тако Реља и Икац 2012. године објавили песму Артиљеро за истоимени филм, у коме је Икац такође имао и глумачки део.
Басивити је 2012. године почео са организацијом Bassivity Digital Showcase-а, манифестације која има за циљ да представи како нове, тако и афирмисане музичаре који стварају у оквиру ове продукцијске куће. Прва манифестација је одржана јуна 2012. године у Дому Омладине Београда, где је наступа о и Рексона као део V.I.P.-ја. С обзиром на то да је прва манифестација наишла на добар одзив код публике, октобра 2013. су издата три сајфера као најава за Showcase који је одржан месец дана након тога. На сајферима се, поред Рексоне, појављују Мали Мире, Кенди, Фурио Ђунта, Сивило, Струка, Икац, Риста, Ролекс, Дрипац, Тони, Сале Тру, Раста, Жути и Арафат.
Реља је, заједно са осталим музичарима из Басивитија и са колегама из продуцентских кућа Blackout и FM Jam из Хрватске и Босне и Херцеговине, током 2014. године учествовао у снимању документарног филма Стани на пут, који говори о историји хип хопа на подручју ове три државе. Филм су радили Рeдбул и МТВ и изашао је новембра 2015, а за потребе филма музичари су снимили две песме.
Са Струком је 2015. године објавио албум Тотална контрола. Албум је изашао за продукцијску кућу Басивити и на њему се налази 12 песама. Као гости, на албуму се појављују Икац, Сивило, Марко Луис, Мали Мире, Онеја и Bizzo, а музику су радили Цоби, Марвел, Luxonee, Мисти и Left Hand Short.
Те године, Реља је покренуо и Loudpack Zone — интернет магазин намењен објављивању вести и новитета из света хип хопа.
Реља је током 2015. године објавио песму Морро сам да дођем која се нашла на компилацији Хип хоп мрежа Vol. 1.

### 2016—данас
Заједно са Икцем, Рексоном и још неколико музичара из Басивитија, Рексона је јула 2016. наступао на Егзит фестивалу. Басивити је од самих почетака Егзит фестивала у Новом Саду имао своје представнике на истом, укључујући и нулти Егзит 2000. године, када је Басивити још увек био у процесу настајања. Од пре неколико година певачи Басивитија редовно наступају заједно као део Bassivity Showcase-a. Током лета 2018. године наступали су на Sea Dance фестивалу, а захваљујући све већој слушаности хип хоп музике у Србији, Басивити је 2019. имао преко 70 музичара који су наступали на Егзиту у оквиру такозваног Exit gang-а, међу којима су били и Фокс, Surreal, Кукус, Senidah, Сара Јо, Елон, Bad Copy и други.
Басивити је наставио са одржавањем манифестације Bassivity Digital Showcase и концерти су се повећавали, па је тако 2019. одржан велики концерт у београдској Хали спортова, за који је снимљен и сајфер. На сајферу се, поред Рексоне, појављују Арафат, Цоби, Кукус клан, Фокс и Surreal.

## Дискографија

### Албуми и микстејпови
Црни протокол
- Предсказање[46] (1998)

V.I.P.
| №   | Назив                          | Трајање |  |
| 1.  | Интро (Екипа стигла)           | 2:55    |  |
| 2.  | Као нико до сад                | 4:17    |  |
| 3.  | Шта има                        | 4:22    |  |
| 4.  | Како ти се сада свиђа Београд? | 3:15    |  |
| 5.  | Пун гас                        | 2:27    |  |
| 6.  | Сваки дан                      | 4:55    |  |
| 7.  | Ако риба дроља постане         | 4:15    |  |
| 8.  | Атлантида (Remix)              | 5:41    |  |
| 9.  | Лејса тебра                    | 0:59    |  |
| 10. | Око новца све се врти          | 4:54    |  |
| 11. | Нешто се дешава                | 4:37    |  |
| 12. | Скит (ft. Боки)                | 1:44    |  |
| 13. | Бизнис да попиздиш             | 3:55    |  |
| 14. | Знам брате                     | 4:00    |  |
| 15. | Кад ме не буде                 | 3:18    |  |
| 16. | Тек сам сад извалио            | 3:56    |  |
| 17. | Ко вас јебе                    | 6:52    |  |

| №   | Назив                            | Трајање |  |
| 1.  | Интро                            |         |  |
| 2.  | Упознај Србију                   |         |  |
| 3.  | Шта има                          |         |  |
| 4.  | 1001 ноћ                         |         |  |
| 5.  | Truth                            |         |  |
| 6.  | Payback                          |         |  |
| 7.  | Кажу ми                          |         |  |
| 8.  | Thanks To Me (Purple City Remix) |         |  |
| 9.  | Мамбо                            |         |  |
| 10. | Проблем                          |         |  |
| 11. | Сад                              |         |  |
| 12. | Feel Like I'm Losin              |         |  |
| 13. | Што те нема                      |         |  |
| 14. | Truth II                         |         |  |
| 15. | Grind Out (Freestyle)            |         |  |
| 16. | If God Close The Gate            |         |  |
| 17. | Само снимај нас (How We Conquer) |         |  |
| 18. | Get Paper                        |         |  |
| 19. | Ти пропадаш                      |         |  |
| 20. | Срање срање                      |         |  |
| 21. | Плеши као луд                    |         |  |
| 22. | Truth III                        |         |  |
| 23. | Gangsta Shit (Remix)             |         |  |
| 24. | Journey Through My Minds Eye     |         |  |
| 25. | Outro                            |         |  |

| №   | Назив                     | Трајање |  |
| 1.  | Интро/Уз'и лову           |         |  |
| 2.  | Остави се музике          |         |  |
| 3.  | Лова, моћ, поштовање      |         |  |
| 4.  | Гето                      |         |  |
| 5.  | Док живот цури            |         |  |
| 6.  | Сви ти дани лепи          |         |  |
| 7.  | Верни керови              |         |  |
| 8.  | Пијана                    |         |  |
| 9.  | Нисам роб за П. П.        |         |  |
| 10. | Кажу ми                   |         |  |
| 11. | Љубав преко жице          |         |  |
| 12. | Мој град (Срце зове)      |         |  |
| 13. | Кримоси са значкама       |         |  |
| 14. | Клара Шуман               |         |  |
| 15. | Улица нас зове назад      |         |  |
| 16. | Руке горе за крај (Outro) |         |  |

соло
- Земља љубави, истине и слободе[49] (2000)
- Један на један (2002)

| №   | Назив                                                | Трајање |  |
| 1.  | Шта има (ft. Goldie)                                 |         |  |
| 2.  | Какав је то flow (ft. Дада)                          |         |  |
| 3.  | Тепаш банку (ft. Дада)                               |         |  |
| 4.  | Први пут (ft. Онеја, Скај Виклер)                    |         |  |
| 5.  | М.А.Л.А. (remix; ft. Сивило, Ролекс)                 |         |  |
| 6.  | Авангарда (ft. B Crew)                               |         |  |
| 7.  | Мала (ft. Ролекс)                                    |         |  |
| 8.  | Шта знаш (ft. ТХЦ)                                   |         |  |
| 9.  | Зезање (ft. Ник)                                     |         |  |
| 10. | Хоћу дисциплину (ft. Jan Zoo, 90Naz)                 |         |  |
| 11. | Симпатичан (ft. Унија, Грубо)                        |         |  |
| 12. | Бетонски анђели (ft. Дениро)                         |         |  |
| 13. | Спреман сам (ft. One Shot)                           |         |  |
| 14. | 1001 план (ft. Струка)                               |         |  |
| 15. | За сваки случај (Oneya remix; ft. Бојан Маровић)     |         |  |
| 16. | С новцима си нисам на ти (ft. Connect)               |         |  |
| 17. | Црта пали вожња (ft. Burky)                          |         |  |
| 18. | Up in the club (ft. Anastacia)                       |         |  |
| 19. | Кад сам у локалу (ft. Дениро, Ролекс)                |         |  |
| 20. | Велика зверка (ft. Дениро, Maya)                     |         |  |
| 21. | У Гостима — Outro                                    |         |  |
| 22. | Промаја (Coby remix; ft. Maya)                       |         |  |
| 23. | Rnb Angels Bassivity Remix (ft. Драги, Wolf, Сандра) |         |  |

| №   | Назив                                  | Трајање |  |
| 1.  | Дај дај дај (ft. Икац)                 |         |  |
| 2.  | 123                                    |         |  |
| 3.  | Дуже стазе                             |         |  |
| 4.  | Вратио се вук (ft. Силиво, Марко Луис) |         |  |
| 5.  | Понекад                                |         |  |
| 6.  | Ђаво Скит                              |         |  |
| 7.  | Док се окреће свет                     |         |  |
| 8.  | Руже и пиштоље (ft. Мали Мире)         |         |  |
| 9.  | Волели би да сте ту (ft. Онеја)        |         |  |
| 10. | Иди Амин                               |         |  |
| 11. | Смеће                                  |         |  |
| 12. | Убиство (ft. Bizzo)                    |         |  |

### Синглови
Црни протокол
- Предсказање (1998)

V.I.P.
- Атлантида (Мало пара пуно стида)[6] (2001)
- Мој живот[52] (ft. Онеја, 2003)
- Улице знају боље[53] (2003)
- Дигни главу горе[54] (ft. Шорти, Икац, 2003)
- Дроље (ft. Струка, 2004)
- Beef[55] (RMX; ft. Струка, 2004)
- Чисто и искрено[56] (ft. Господа, Шорти, 2006)
- Кристал (ft. Луд, 2006)
- Немој да мрзиш играча[57] (ft. Струка, 2007)
- Уз'и лову[58] (remix; ft. Дада, 2009)
- Clara Schumann[59] (remix; ft. Струка, 2010)

соло
- Сањао сам (ft. Бојана, 1998)
- За сваки случај (ft. Бојан Маровић)
- Пут кроз моје очи (ft. Дада)
- Први пут (ft. Онеја, Скај Виклер, 2003)
- MVP (ft. Онеја, Струка, 2003)
- И шта сад?[52] (ft. Онеја, Струка, 2003)
- Дај Mic 'вамо[53] (ft. Таргет, 2003)
- Очи у очи (ft. Струка, 2004)
- Без пардона (ft. Струка, 2004)
- Секунд, минут, сат (ft. Луд, Борко, Looney, Струка, 2006)
- Лај, лај (ft. Луд, 2006)
- Скупо срање (ft. Луд, Струка, 2006)
- 1001 план (ft. Струка, 2007)
- Како је добро! (ft. Струка, 2007)
- Бетонски снови 2 (ft. Струка, 2007)
- Тло[57] (ft. Струка, Стефан ТХЦФ, 2007)
- Горе (ft. Дада, 2009)
- Какав је то flow[58] (ft. Дада, 2009)
- Упознај Србију 3[59] (remix; ft. Струка, 2010)
- Шанк од дима (2011)
- Недодирљив[60] (ft. Сивило, 2013)
- Луксуз[61] (ft. Кенди, Плема, 2014)
- Морро сам да дођем (2015)
- Лице медузе (remix, ft. Сивило, Кенди, 2018)[62]
- Супер[63] (ft. Дада, 2019)

## Извршна продукција албума
- V.I.P. — Екипа стигла
- Онeја — Мисктејп први пут
- Шорти — Умотворине
- Марчело — De facto
- Струка — Ипак сe обрће
- Компилација Тилт
- Улице (микстејп)
- Луд — У име игре
- ТХЦФ — THC La Familia
- Straight Jackin — 4
- Суид — Драма која сe шуња сама
- Ранe (микстејп)
- У гостима (микстејп)
- V.I.P. — Жива истина
- MCN — Ћeлија 44
- One Shot — One Shot Mixtape
- Ајзи — Јачи од смрти
- Eeva — Part of the plan
- Сивило — Тамна страна срeћe
- Фурио Ђунта — Луцидан потeз
- Жути — Ко друка
- Струка — Ноћи бугија
- Артиљеро — саундтрек
- Арафат — Папир, цвeт, маказe
- Улице vol. 2
- Бваноматор — Бваноматор 5000
- Свежа крв vol. 1
- Римски — Мој пут
- Струка и Рeксона — Тотална контрола
- Дада — Ни на нeбу ни на зeмљи
- Surreal — Сам у кући
- Senidah — Bez tebe
- Elon — Nikad Satisfied
- Kukus — Glupi Tejp
- Južni Vetar — Soundtrack
- Surreal i Mili — Malo jači gas
- MCN — 21 gram
- Juice — Hiphopium 4
- Elon — Krvavo Leto
- Fox i Šolaja — Drilluminati
- Senidah — Za tebe
- Bojana Vunturišević — Ljubav
- Đorđe — Borba
- Macha Ravel — Intenzitet
- Gir — Testament
- Sara Jo - Van kontrole

## A&R и продукција
- Ђус — Hip hopium
- Александра Ковач — Мед и млеко
- Connect — Прво па мушко
- Гру — Београд
- Господа — Реално гледано
- Струка — Музика из подрума
- ТХЦФ — Мајмун идзуо
- Мирко Луковић — Гола вода
- ДНК — ДНК
- I, II, III Састанак у студију
- Артистичка радна акција — Београд '81
- B Crew — Наша посла
- Ми нисмо анђели 2 — музика из Филма
- Буркy, Koolade, Гeралт — Од пјешака до ракете
- Ана Станић — Прича за памћење
- Сара Јо — Немам времена за то
- ТХЦФ, Цоби — Крвави балкан
- Цоби — Страшно
- Bad Copy — Кригле
- The Bridge — Dream Strong